# Neretva
Neretva, (serbisk kyrilliska Неретва, uttalas [něreːtʋa],  italienska Narenta) är en flod i Bosnien och Hercegovina och Kroatien. Dess totala längd är 225 km. 200 km rinner genom regionen Bosnien-Hercegovina och de avslutande 22 km rinner genom Kroatien, norr om Dubrovnik, och ut i Adriatiska havet. Neretva rinner bland annat igenom staden Mostar i Hercegovina och över floden i Mostar står den berömda bron Stari most (Gamla bron).
Neretva har fyra vattenkraftverk med stora dammar (högre än 150,5 meter) som ger skydd mot översvämningar samt förser landet med vattenkraft och vattenlagring.
Sötvattensekosystemen har blivit lidande av en ökande befolkning och det därmed förknippade utvecklingstrycket. En av de mest värdefulla naturresurserna i Bosnien och Hercegovina och Kroatien är dess tillgång på sötvatten, som kommer från en riklig källa och klara floder. Neretvabassängen, som är belägen mellan de stora regionala floderna Drina i öster, Una-floden i väster samt Sava, är den viktigaste källan till dricksvatten.
Neretva är anmärkningsvärd bland floder i Dinariska Alperna, särskilt när det gäller dess olika ekosystem och livsmiljöer, Flora och fauna, kulturella och historiska arv.
Flodens namn har föreslagits komma från den urindoeuropeiska roten *ner, som betyder "att dyka". Samma rot ses i den serbokroatiska roten "roniti".

## Hydrologi
Neretvas genomsnittliga utflöde vid Žitomislići i Bosnien och Hercegovina är 233 kubikmeter/s och vid mynningen i Kroatien är 341 kubikmeter/sek. (utöver Trebišnjicaflodens 402 kubikmeter). Trebišnjica-flodens avrinningsområde ingår i Neretvas vattendelare på grund av en fysisk länk mellan de två bassängerna genom den porösa karstterrängen.
De hydrologiska parametrarna för Neretva övervakas regelbundet i Kroatien vid Metković.

## Sektioner

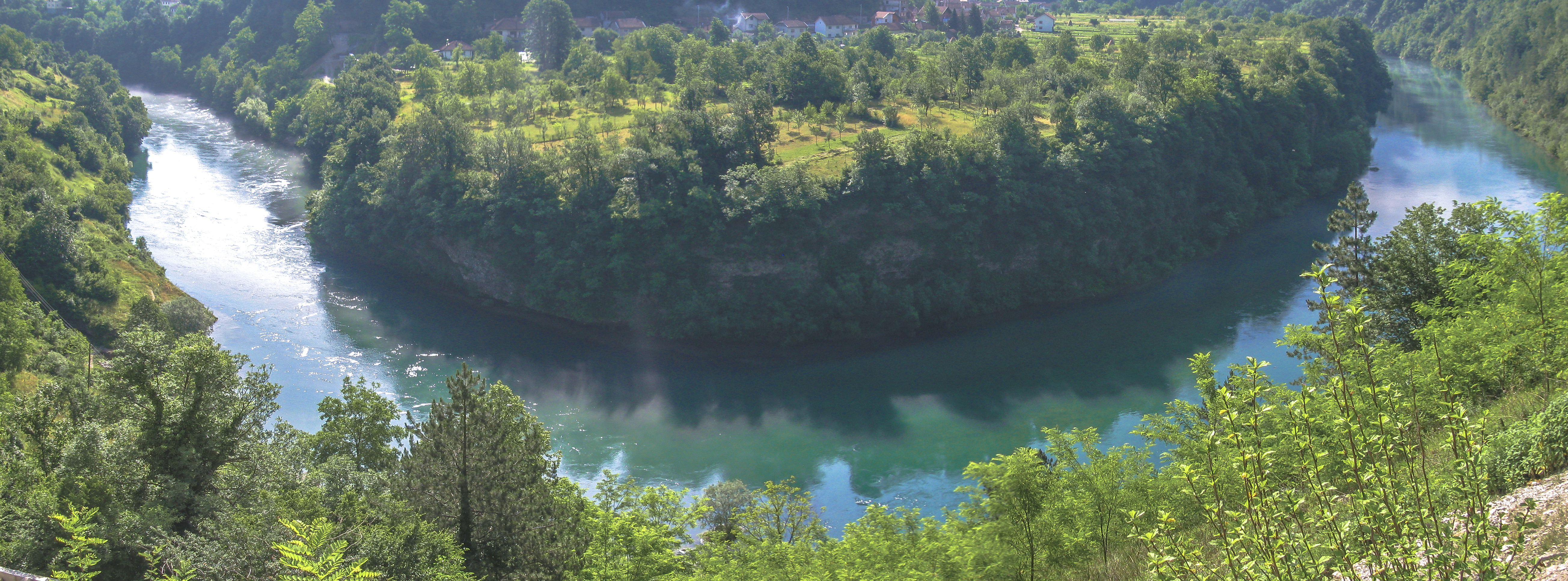
Utsikt över floden Neretva, en "u"-formad sväng vid platån och byn Lug i utkanten av Jablanica, sommaren 2010

Geografiskt och hydrologiskt är Neretva uppdelad i tre sektioner. 
Dess källa och ravin ligger djupt in i Dinariska Alperna vid foten av Zelengora- och Lebršnik-bergen. Flodens källa ligger 1227 meter över havet och är egentligen fem små och distinkta källor. Under sitt 90 kilometer långa lopp genom den första delen skär Neretva två distinkta djupa och smala kanjoner och två distinkta breda och bördiga dalar, runt Ulog och sedan Župa Komska, ett bredare område runt Glavatičevo, innan den når staden Konjic. Denna del är också mer känd som Övre Neretva (bosniska: Gornja Neretva), och här flyter floden i allmänhet från öst-sydost till nordnordväst, liksom de flesta floder i Bosnien och Hercegovina som hör till Donaus vattendelare. Neretva täcker cirka 1 390 kvadratkilometer, med en genomsnittlig höjd på 1,2 %. Precis nedanför Konjic utvidgas Neretva igen till sin tredje och största dal som gav bördig jordbruksmark innan den översvämmades av en stor konstgjord reservoar, Jablanica Lake, som bildades efter byggandet av Jablanicadammen nära staden Jablanica.

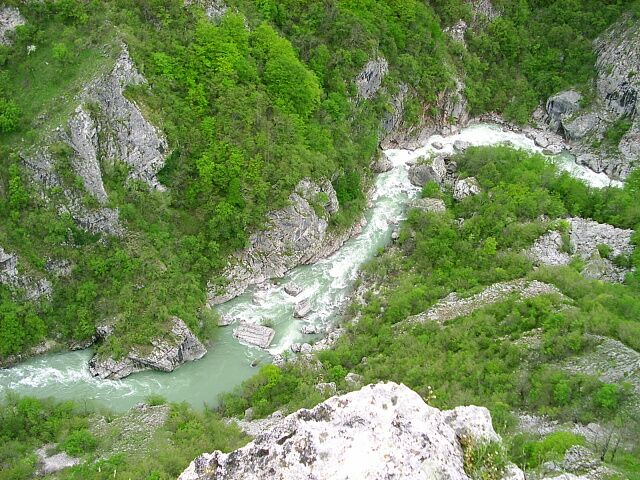
Den första av tre distinkta kanjoner, strax nedströms Ulog

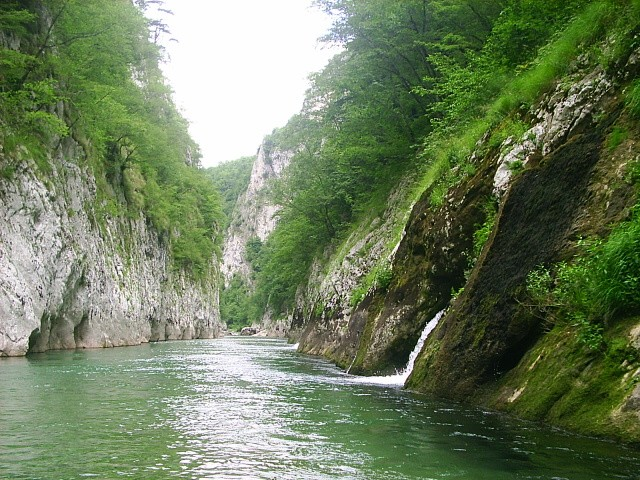
Den andra av tre distinkta kanjoner, strax nedströms Glavatičevo och före Konjic

Den andra sektionen börjar vid sammanflödet av Neretva och Rama, mellan Konjic och Jablanica, där Neretva plötsligt gör en nästan 180 graders sväng mot ost-sydost och flyter den korta sträckan mot staden Jablanica, varifrån floden återigen vänder mot söder. Från Jablanica går Neretva in i den tredje och största kanjonen i sitt lopp, genom de branta sluttningarna av bergen Prenj, Čvrsnica och Čabulja och når 800–1200 meter på djupet. Det finns tre kraftverksdammar mellan Jablanica och Mostar.
När Neretva utvidgas för andra och sista gången når den sin tredje sektion. Detta område kallas ofta för det "bosniska och hercegovinska Kalifornien". De sista 30 kilometerna av dess lopp bildar ett brett alluvialdelta, innan floden mynnar ut i Adriatiska havet.

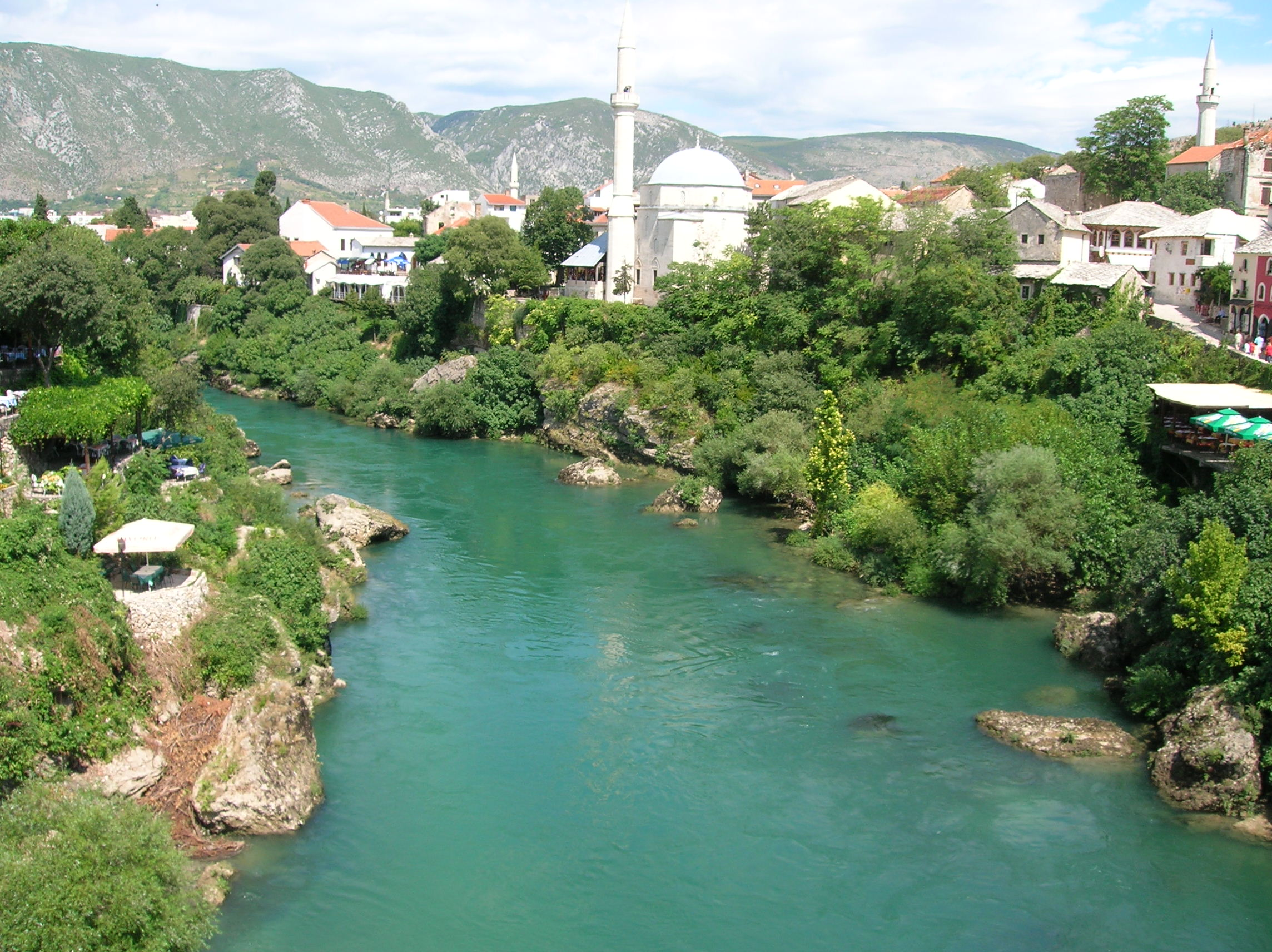
Neretva i Mostar, Bosnien och Hercegovina

## Nedre Neretva
Nedströms från sammanflödet av dess bifloder, floderna Trebižat och Bregava, sprider sig dalen till en alluvialslätt som täcker 20 000 hektar. Den övre dalen, de 7411 hektaren i Bosnien och Hercegovina, kallas Hutovo Blato.

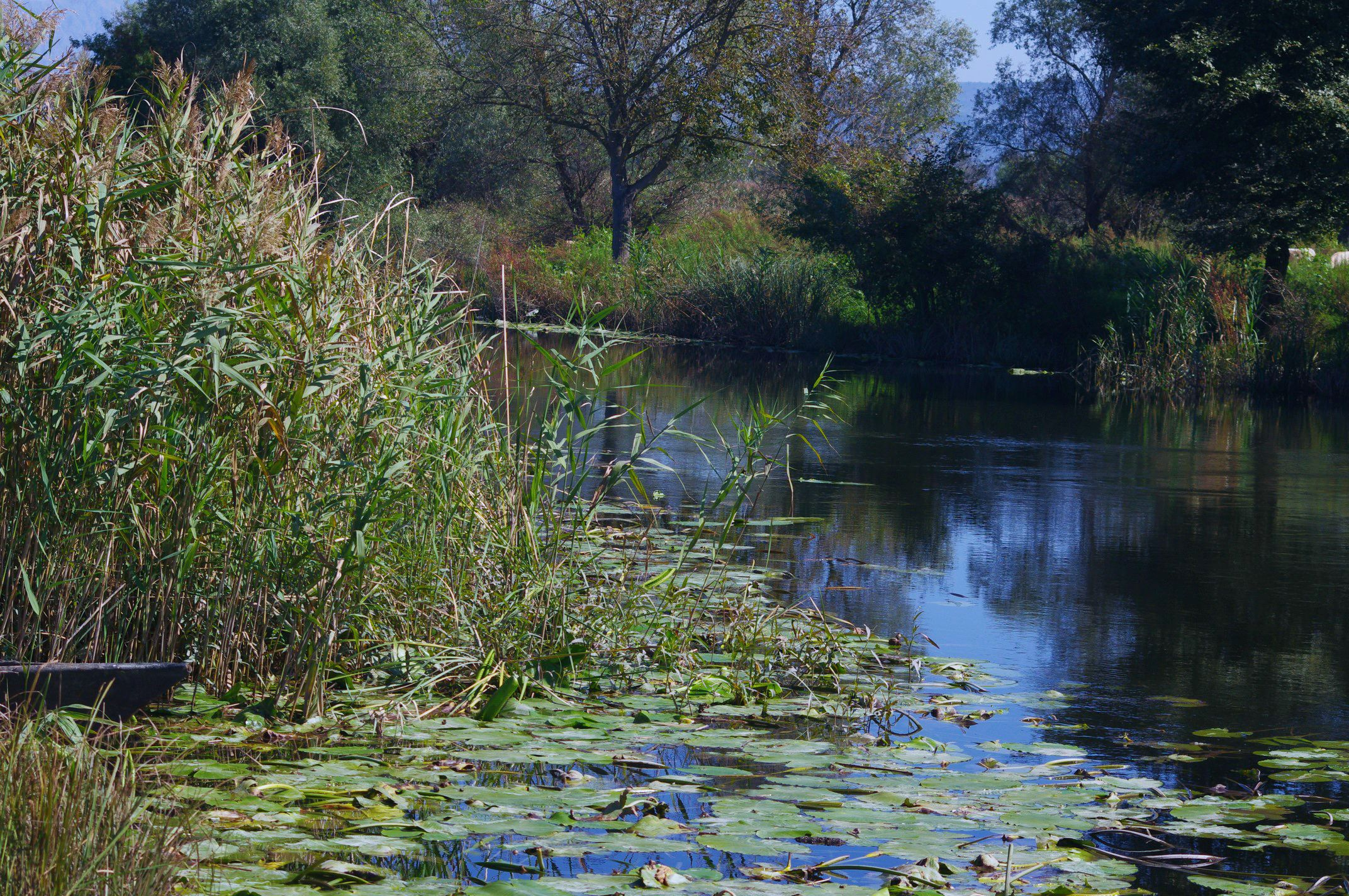
Hutovo Blato

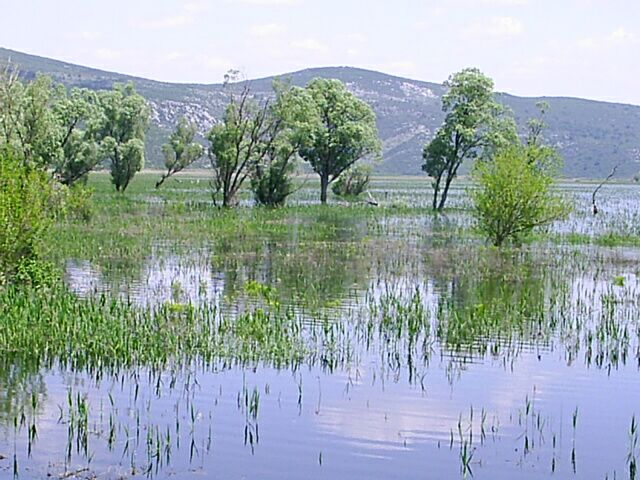
Hutovo Blato

Neretvadeltat har erkänts som ett Ramsarområde sedan 1992, och Hutovo Blato sedan 2001. Båda områdena bildar ett integrerad Ramsarområde som är en naturlig enhet som delaa av statsgränsen. Programmet Important Bird Area, som genomförs av Birdlife International, omfattar skyddade områden i Kroatien och Bosnien och Hercegovina.
Sedan 1995 har Hutovo Blato skyddats som Hutovo Blato Nature Park  och förvaltats av en offentlig myndighet. Hela zonen är skyddad från mänsklig påverkan och ger livsmiljö för många växter och djur. Den historiska platsen Gamla fästningen Hutovo Blato ligger i naturparken.
Sjön Gornje Blato-Deransko försörjs av kalkhaltiga källorna i floden Trebišnjica, som kommer från angränsande kullar. Den är hydrogeologiskt ansluten till Neretvafloden genom sitt avflöde, Krupafloden, bildad av fem sjöar (Škrka, Deranja, Jelim, Orah, Drijen). Stora delar är permanent översvämmade och isolerade av breda vassruggar och dungar av träd. Det representerar ett mer intressant bevarat område.

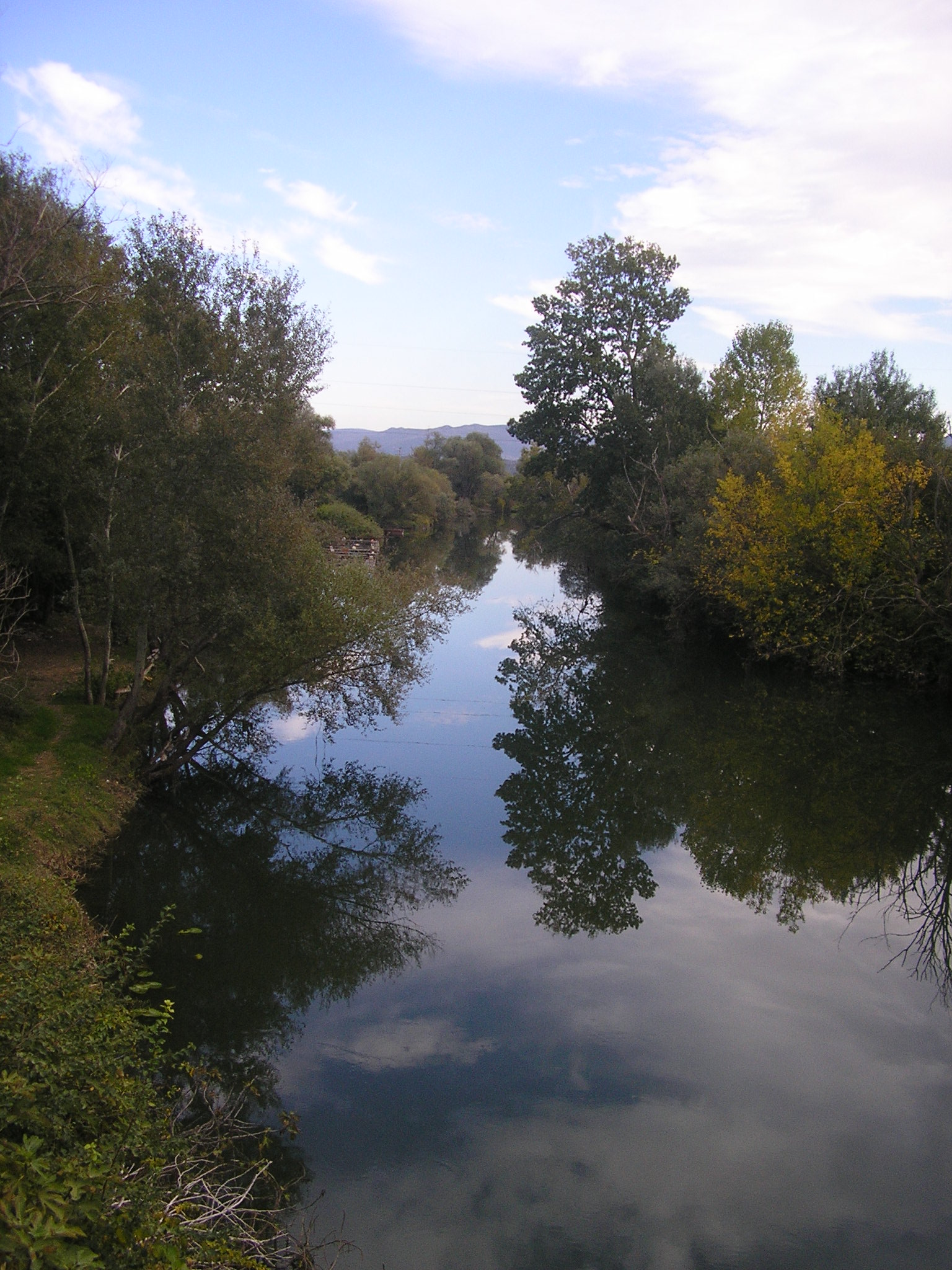
Krupafloden

Krupafloden är en vänsterbiflod till Neretva och Hutovo Blatos huvudvattenström, som leder vattnet från Gornje Blato och Svitavskosjön in i Neretvafloden. Krupas längd är 9 km med ett genomsnittligt djup på 5 meter. Krupa har ingen specifik källa, men är en arm av Deranskosjön. Krupa är också en unik flod i Europa, eftersom den rinner åt båda hållen. Den rinner både mot och tillbaka från mynningen. Detta händer när en hög vattennivå gör att Neretva trycker tillbaka Krupa i motsatt riktning.

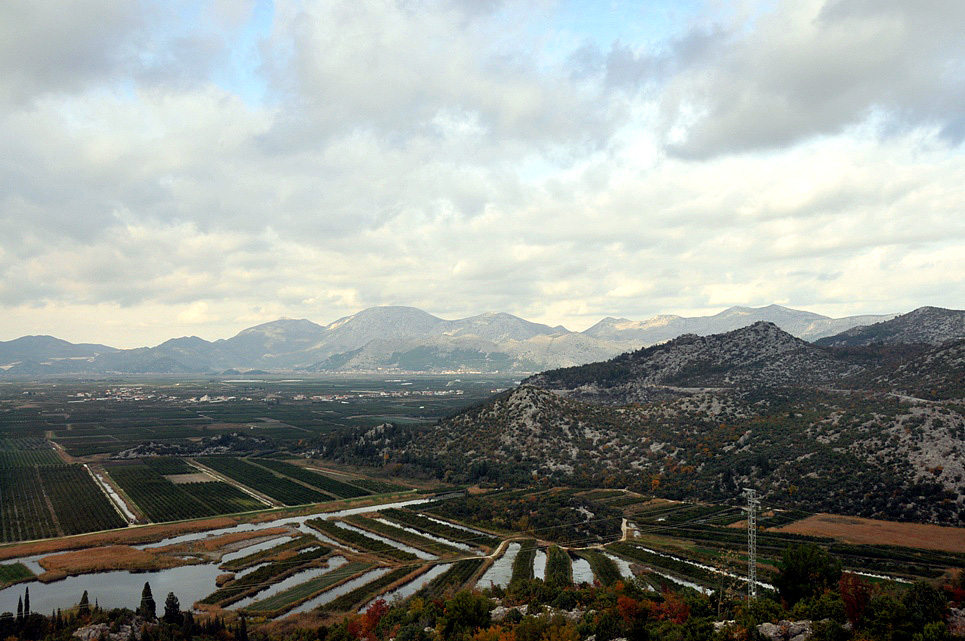
Odlad mark och våtmarker i Neretvas delta

Neretva passerar städer och byar i Bosnien och Hercegovina och rinner ut i Adriatiska havet och bygger upp ett våtmarksdelta som är listat enligt Ramsarkonventionen som internationellt betydelsefullt.

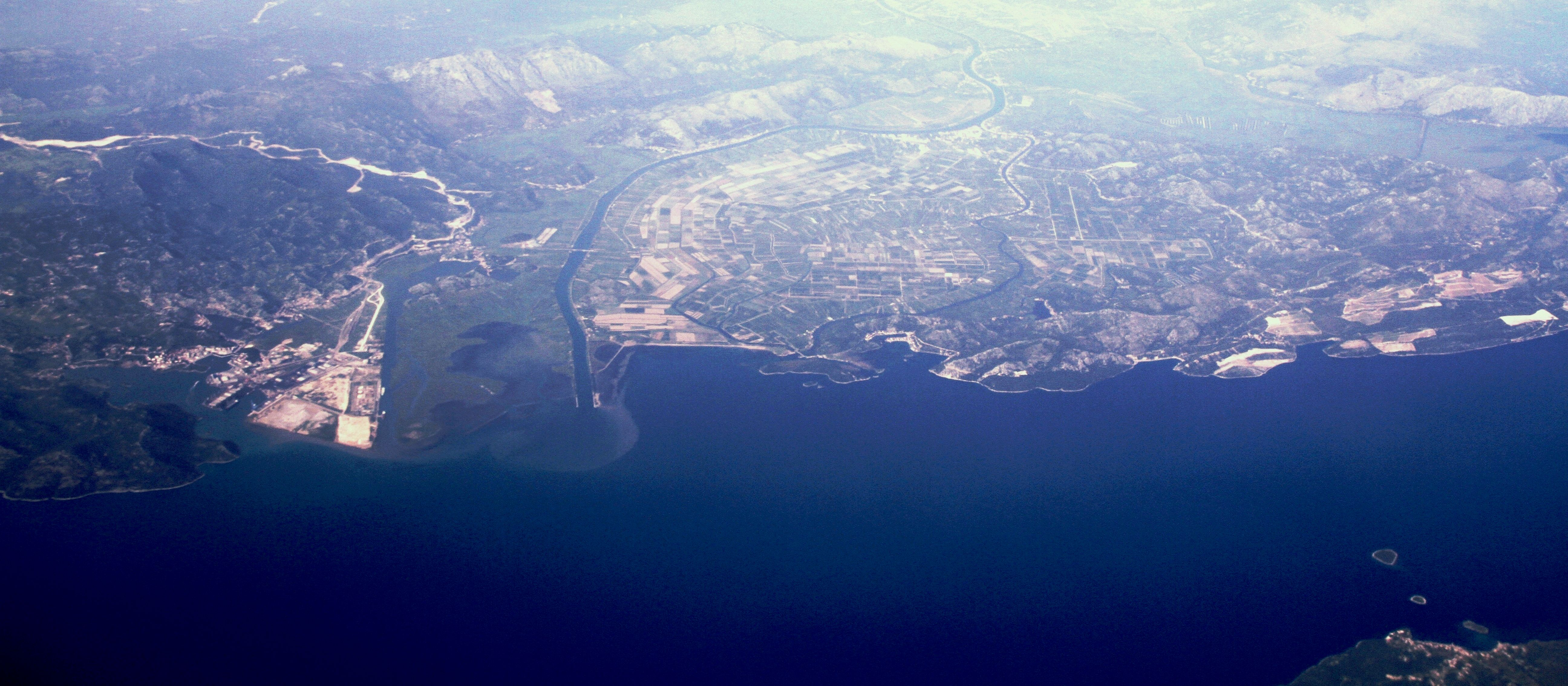
Floden Netvas mynning nära hamnstaden Ploče i Kroatien

I denna nedre alluvialdal i Kroatien delas floden upp i flera riktningar, vilket skapar ett delta som täcker cirka 12 000 hektar. Deltat i Kroatien har minskats genom omfattande landåtervinningsprojekt, vilket minskar flodens flöde till bara tre grenar från de ursprungliga tolv. Myrarna, lagunerna och sjöarna som en gång utspridda denna slätt har försvunnit och bara fragment av de gamla Medelhavssvåtmarkerna överlever. Våtmarker, kärr och laguner, sjöar, stränder, floder, kalkstenskullar och berg utgör deltat, med fem skyddade områden med en total yta på 1620 hektar. Dessa är ornitologiska, iktyologiska reservat och landskapsreservat.

### Laxfiskar i Neretva
Laxfiskarna i Neretvabassängen uppvisar avsevärd variation i biologi, ekologi och beteende.
Bland de mest hotade är tre endemiska öringarter: Neretvaöring (Salmo obtusirostris), tandöring (Salmo dentex) och marmoröring (Salmo marmoratus Cuv.).
Alla tre endemiska arterna av öring i Neretva är hotade, mestadels på grund av förstörelse av livsmiljöer eller byggande av stora/mycket stora dammar ("stor" är högre än 15–20 meter; "mycket stor" är över 150–250 meter). Andra problem är hybridisering eller genetisk förorening med införda, icke-inhemska öringar, illegalt fiske och dålig vatten- och fiskeförvaltning.